# Pecora
Pecora – infrarząd ssaków z podrzędu przeżuwaczy (Ruminantia) w obrębie rzędu parzystokopytnych (Artiodactyla).

## Zasięg występowania
Infrarząd obejmuje gatunki występujące na całym świecie.

## Podział systematyczny
Do infrarzędu należą następujące występujące współcześnie rodziny zgrupowane w czterech podrodzinach:
- nadrodzina: Incertae sedis
  - rodzina: Antilocapridae J.E. Gray, 1866 – widłorogowate
- nadrodzina: Giraffoidea J.E. Gray, 1821
  - rodzina: Giraffidae J.E. Gray, 1821 – żyrafowate
- nadrodzina: Cervoidea Goldfuss, 1820
  - rodzina: Cervidae Goldfuss, 1820 – jeleniowate
- nadrodzina: Bovoidea J.E. Gray, 1821
  - rodzina: Moschidae J.E. Gray, 1821 – piżmowcowate
  - rodzina: Bovidae J.E. Gray, 1821 – wołowate

Opisano również rodziny wymarłe:
- Blastomerycidae Frick, 1937
- Climacoceratidae W.R. Hamilton, 1978
- Dremotheriidae Haeckel, 1895
- Dromomerycidae Frick, 1937
- Gelocidae Schlosser, 1886
- Hoplitomerycidae Leinders, 1983
- Palaeomerycidae Lydekker, 1883

Taksony wymarłe nie sklasyfikowane w żadnej z powyższych rodzin:
- Amphimoschus Bourgeois, 1873[10]
- Amphitragulus Pomel, 1846[11]
- Babameryx Mennecart, 2012[12] – jedynym przedstawicielem był Babameryx engesseri Mennecart, 2012
- Bedenomeryx Jehenne, 1988[13]
- Friburgomeryx Becker, Rössner, Picot & Berger, 2001[14] – jedynym przedstawicielem był Friburgomeryx wallenriedensis Becker, Rössner, Picot & Berger, 2001
- Lorancameryx Morales, Pickford & Soria, 1993[15] – jedynym przedstawicielem był Lorancameryx pachyostoticus Morales, Pickford & Soria, 1993
- Namibiomeryx Morales, Soria & Pickford, 1995[16]
- Oriomeryx Ginsburg, 1985[17]
- Palaeohypsodontus Trofimov, 1957[18]
- Sardomeryx Van der Made, 2008[19] – jedynym przedstawicielem był Sardomeryx oschirensis Van der Made, 2008
- Sperrgebietomeryx Morales, Soria & Pickford, 1999[20] – jedynym przedstawicielem był Sperrgebietomeryx wardi Morales, Soria & Pickford, 1999
- Teruelia Moyà-Solà, 1987[21] – jedynym przedstawicielem był Teruelia adroveri Moyà-Solà, 1987